# Крістоф Лебон
Крістоф Лебон (фр. Christophe Lebon, 8 листопада 1982) — французький плавець.
Учасник Олімпійських Ігор 2008 року.